# The Comedienne's Strategy
The Comedienne's Strategy è un cortometraggio muto del 1914 diretto da Harry Myers.

## Produzione
Il film fu prodotto dalla Lubin Manufacturing Company.

## Distribuzione
Distribuito dalla General Film Company, il film - un cortometraggio in una bobina - uscì nelle sale cinematografiche USA il 18 dicembre 1914.